# Étang Long de Bassiès
L'étang Long de Bassiès est un lac naturel de montagne, situé sur la commune d'Auzat dans le massif des Pyrénées françaises dans le département de l'Ariège, à 1 624 mètres d’altitude. Il se situe dans l'ensemble lacustre des étangs de Bassiès dans la vallée de Vicdessos.

## Géographie

### Topographie
L'étang Long est niché dans un massif granitique, à proximité du sentier de grande randonnée GR10. À proximité immédiate, en amont se trouve l'étang Majeur et en aval, l'étang d'Escalès. L’étang Long est situé dans le périmètre du parc naturel régional des Pyrénées ariégeoises.

## Faune
D’une superficie d’environ 2,8 hectares, il est très peu profond, on y observe des truites fario et des vairons.

## Voie d’accès et randonnées
L'accès s'effectue par la vallée d'Auzat, à partir du pont de Massada, en empruntant le sentier de grande randonnée GR 10, il faut compter 2h15 de marche pour l'atteindre.
Il est situé à l'est du refuge de Bassiès, ce dernier étant à 1 650 m d'altitude au milieu du cirque de Bassiès. et est généralement gardé de fin mai à fin septembre.